# یونلا کوزمیوک
یونلا کوزمیوک (انگلیسی: Ionela Cozmiuc؛ زادهٔ ۳ ژانویهٔ ۱۹۹۵) قایقران روئینگ زن اهل رومانی است.
وی در مسابقات کشوری و بین‌المللی در مجموع برندهٔ ۵ مدال طلا، ۱ مدال نقره، ۲ مدال برنز شده است.